# Gyde Spandemager
Gyde Spandemager, död i november 1543, var en dansk borgare som brändes på bål dömd för häxeri. Hon var en av de första personer som avrättades för häxeri i Danmark. Hon tillhör de första offren för häxförföljelser i Norden. 
År 1543 utrustade kung Kristian III av Danmark en flotta på 40 fartyg för att fördriva en tysk-romersk flotta från Nederländerna från Norges kust och därefter förföja den till Nederländerna. Vid Helsingör hamnade dock flottan i stiltje, och hela projektet misslyckades. Katastrofen skylldes på att en grupp trollkvinnor hade samlats i en dal utanför Helsingör och förtrollat skeppen. 
Denna process var en del av en process som försiggick både i Skåne och på Zeeland 1543–1545, där flera personer anklagades för att "förgöra Kongl. Majestäts skepp, att de icke kunde få vind". Affären hanterades av överståthållare Eske Bilde, Eyler Hardeberg och borgmästare Jörgen Kock på Malmöhus. 
Borgarehustrun Gyde Spandemagers utpekades för brottet och arresterades. Hon erkände sig skyldig under tortyr och pekade ut sina medbrottslingar, bland dem prästen. Själv beskrevs hon som häxornas ledare. Hon hävdade, att "att dessa örlogsfartyg aldrig kunde få lycka, om ej hon finge personligen borttaga det djefvulskap, som deruti blifvit inlagdt". Hon nekade dock till att ha tillverkat en vaxdocka av kungen för att skada honom: "hon aldrig sagt om något vaxbarn som skulle vara gjort på Kongl. Maj:t, men bestod av att hon förde ett vaxbarn åt Bente Bagers (i Malmö) till Inger Per Thus i Harlösa, som var gjort på stensnidaren, att hon skulle låta det kristna. och visste icke annat än att herr Jochum uti förn:de Harlösa hade kristnat samma vaxbarn". Angivna av båda könen blev nu arresterade och utsatta för tortyr "så hårdt att deras lemmar måtte skiljas åt" (Malmö 3 dec 1543). Det framkom dock inga fler bekännelser. En borgarfru i Helsingör frigavs efter att stadens invånare vittnat i rådstugan om att hon hade alibi. I november 1543 befallde kungen Bilde att bränna Spandemager, "den retthe gamble principal quinde aff the trollquinder", men hon tycks ha hållits vid liv ännu en tid för förhör.   
I Danmark är bara två tidigare fall kända, Karen Grottes och Bodil Lauritzen, som brändes år 1540. Det ska dock ha bränts två kvinnor, "Lars Kyllings och Jørgen Olsens hustrur" på Klintebakken i Åker på Bornholm år 1530, som då styrdes av Lübeck. På stiftsmött 1554 infördes en bestämmelse att alla barn som döptes skulle blottas till naveln för att vara säker på att häxor inte döpte vaxdockor för att använda till svartkonst. 
Häxprocesserna i Danmark ökade i intensitet under 1500-talet. De minskade i Skåne under svensktiden efter 1658, men det sista fallet, som dock inte ledde till avrättning, inträffade så sent som 1756.